# Santa Francesca Romana temploma
A Santa Francesca Romana (Basilica di Santa Francesca Romana) nevű címtemplom Rómában a Forum Romanum keleti részén áll.
A templom érdekessége, hogy minden esztendő március 9-én ide zarándokolnak az autósok, hogy felkeressék védőszentjüket a kis román-barokk stílusú templomban. Szent Franciska (1380–1440) eredetileg a Trastevere városrészben élt, és itt alapította meg a betegek, szegények segítsége érdekében a jámbor asszonyok egyletét. 1608-ban szentté avatták, és az egyik templomot, a Santa Maria Novát átnevezték, és újraszentelték Franciska tiszteletére.
A legérdekesebb emléke egy kőlap, amely az épületben látható: ez állítólag Szent Pál és Szent Péter térdlenyomatát őrzi, akik itt mutatták meg Simon mágusnak az Urat.
A templom 2023 márciusa óta Erdő Péter bíboros címtemploma.